# Mimi Stelzer
Mimi Stelzer (* 13. Dezember 1900 in Wien, Österreich-Ungarn; † 14. Juni 1957 in Wien, Österreich) war eine österreichische Film- und Theaterschauspielerin sowie Operetten- und Musicalsängerin (Sopran).

## Leben
Mimi Stelzer begann ihre Darstellertätigkeit am Wiener Lustspieltheater. Es folgten Stationen am Theater an der Wien und dem Gärtnerplatz-Theater in München. Sie war überwiegend im Soubrettenfach in Operetten und Lustspielen engagiert. Sie stand 1944 in der Gottbegnadeten-Liste des Reichsministeriums für Volksaufklärung und Propaganda.
Ab 1938 wurde sie auch als Filmschauspielerin aktiv. Ihrem Typus entsprechend spielte sie Köchinnen, Bäuerinnen oder Verkäuferinnen in insgesamt 18 Filmproduktionen. Von 1948 bis 1956 war sie am Raimundtheater in Wien engagiert.
Die Sängerin Josefine Stelzer (1902–1958) war vermutlich ihre Schwester.
Sie starb 1957 und wurde auf dem Baumgartner Friedhof in Wien begraben.

## Filmografie
- 1938: Dreizehn Stühle
- 1939: Anton der Letzte
- 1940: Der Postmeister
- 1943: Reisebekanntschaft
- 1943: Schwarz auf Weiß
- 1944/46: Die Fledermaus
- 1944/48: Ein Mann gehört ins Haus
- 1948: Der Leberfleck
- 1949: Vagabunden
- 1950: Prämien auf den Tod
- 1950: Kind der Donau
- 1953: Wirbel um Irene (Irene in Nöten)
- 1954: Große Star-Parade
- 1955: Du bist die Richtige
- 1955: An der schönen blauen Donau